# 五箇山ぼべら

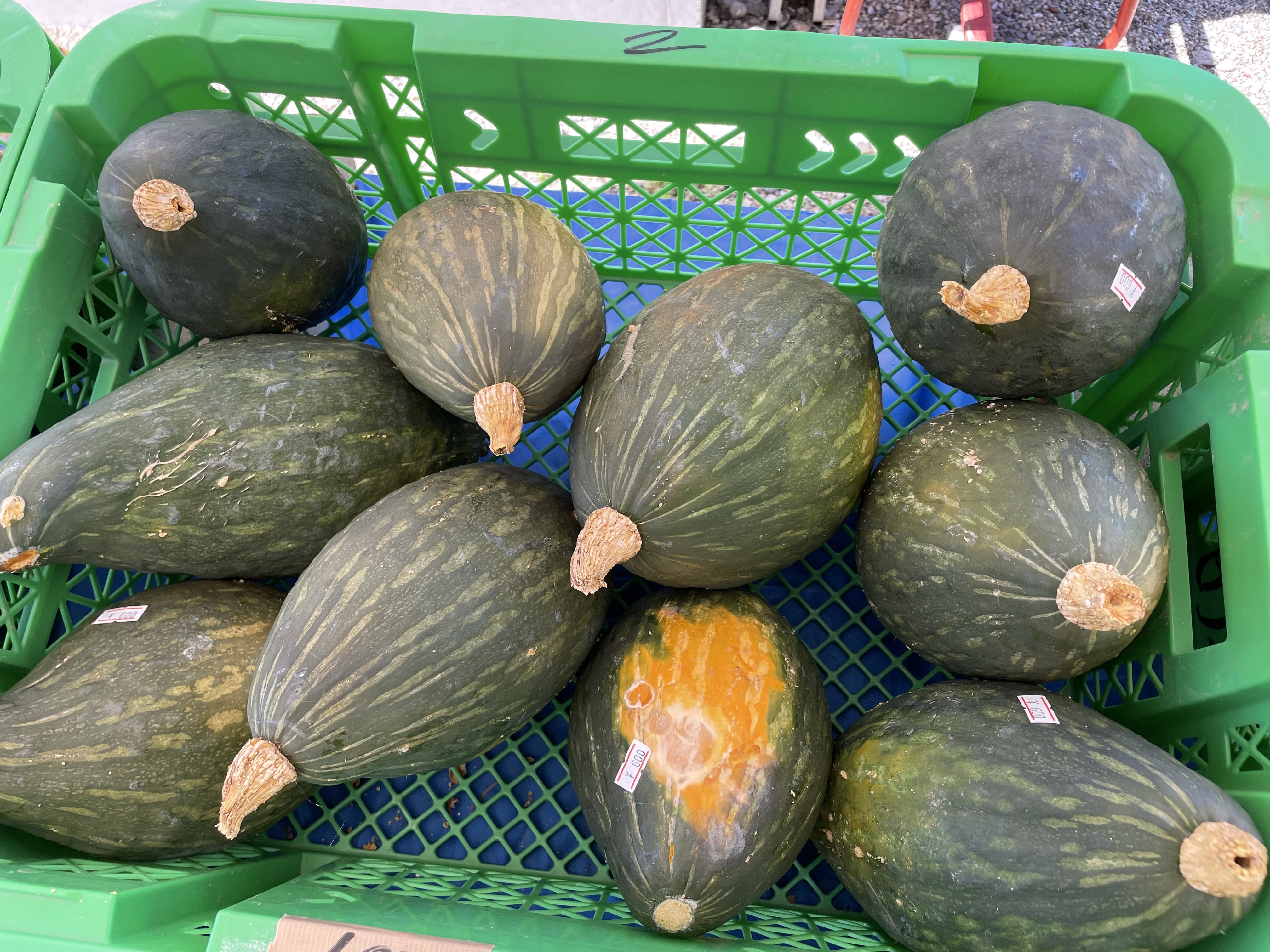
五箇山地域で販売される五箇山ぼべら。

五箇山ぼべら（ごかやまぼべら）は、富山県南砺市の五箇山地域で栽培されるカボチャの一品種。

## 概要
五箇山では古くよりカボチャをボブラ（小谷地域ではボビラ）と呼んでおり、これはポルトガル語でカボチャやウリ類を指す「abóbora（ボーボラ）」由来するものである。
また、丸い形のものを「ボブラ」、皺の寄った形のものを「菊ボブラ」と区別しており、「菊ボブラ」は殻が固く長持ちするため、冬至に食べると中風（脳血管障害）にかからないと言われていた。
五箇山ぼべらはラグビーボールのような形をしており、一般的なかぼちゃと同様、外は濃い緑色、中はオレンジ色である。
重さは1個あたり1.5kg～3.5kgで、皮が柔らかいこと、甘みが強いこと、熱を加えるとねっとりとして濃厚な甘みが増すことが特徴として挙げられる。
品種改良前のぼべらは収穫量が少なく大きさも不均等であったことなどが理由で、21世紀初頭にはぼべら栽培はごく少数の農家でのみ行われていた。
しかし2004年（平成16年）に「富山の伝統野菜」という冊子作成のための調査を切っ掛けに、富山県野菜協会の職員がぼべらの存在を知り、以後県職員の主導によって品種改良が進み、栽培が広まっていった。
また、2013年（平成25年）に発足した「合掌の森再生協議会」は「合掌の森プロジェクト」の一環としてぼべらのブランド化を始めた。
これにより、それまで「五箇山かぼちゃ」として出荷していたものを、以後「五箇山ぼべら」という名前に統一してブランド化し売り出すようになった。
上平地域の新屋集落では特産品直売所とコミュニティカフェを兼ねた「カフェ よりあい処 丸池 」が道善寺の向いに2020年3月にオープンし、ぼべらの販売を行っている。

## 栽培方法
五箇山では合掌造りの屋根を20数年ごとに葺き替えしているが、使用済みの古茅を土壌にすき込んで堆肥として用いており、この古茅を用いる伝統農法で今でもぼべらは栽培されている。
また、五箇山地の山間部特有の朝夕の寒暖差が、ぼべらの深みのある味を生み出すと言われている。
ぼべらは5月に種まきや育苗を始め、同時に圃場整備を進める。その後、5月下旬に定植、6月に古茅を敷いて育てていく。そして8月下旬から収穫し、9月頃から11月にかけて販売される。

## 調理
古くは、ぼべらを鍋で碑や蕎麦粉と混ぜ、 お椀に分けて食べていたという。また、塩で煮て食べたり、種を干して乾燥させて、煎って細かくすることで炒りごまのように用いることもあった（「こうばし」と呼ばれる）という。

## 販売
ほべらは主に五箇山地域の道の駅や直売所で販売している。道の駅では生のぼべらは腐りやすいため主にぼべらもなかや干しばべらが置かれ、直売所で生のぼべらや加工品が販売されている。
また、近年では、富山県内や石川県内のイオンマックスバリュでも年に1回～2回取り扱われるようになっている。

## 商品化
上述したように、ぼべらは長持ちせず廃棄が多かったことが課題であったが、2010年代後半より、ぼべらをペースト化して冷凍保存する技術が確立し、様々な商品化に活かされるようになった。
商品としてはロールケーキやモンブランやソフトクリームやプリンやもなかやカレーやうどんなどが作られている。
特に近年開発された「干しぼべら」は、長持ちし、かつ、素材の味を活かした商品として注目されている。 

## 参考文献

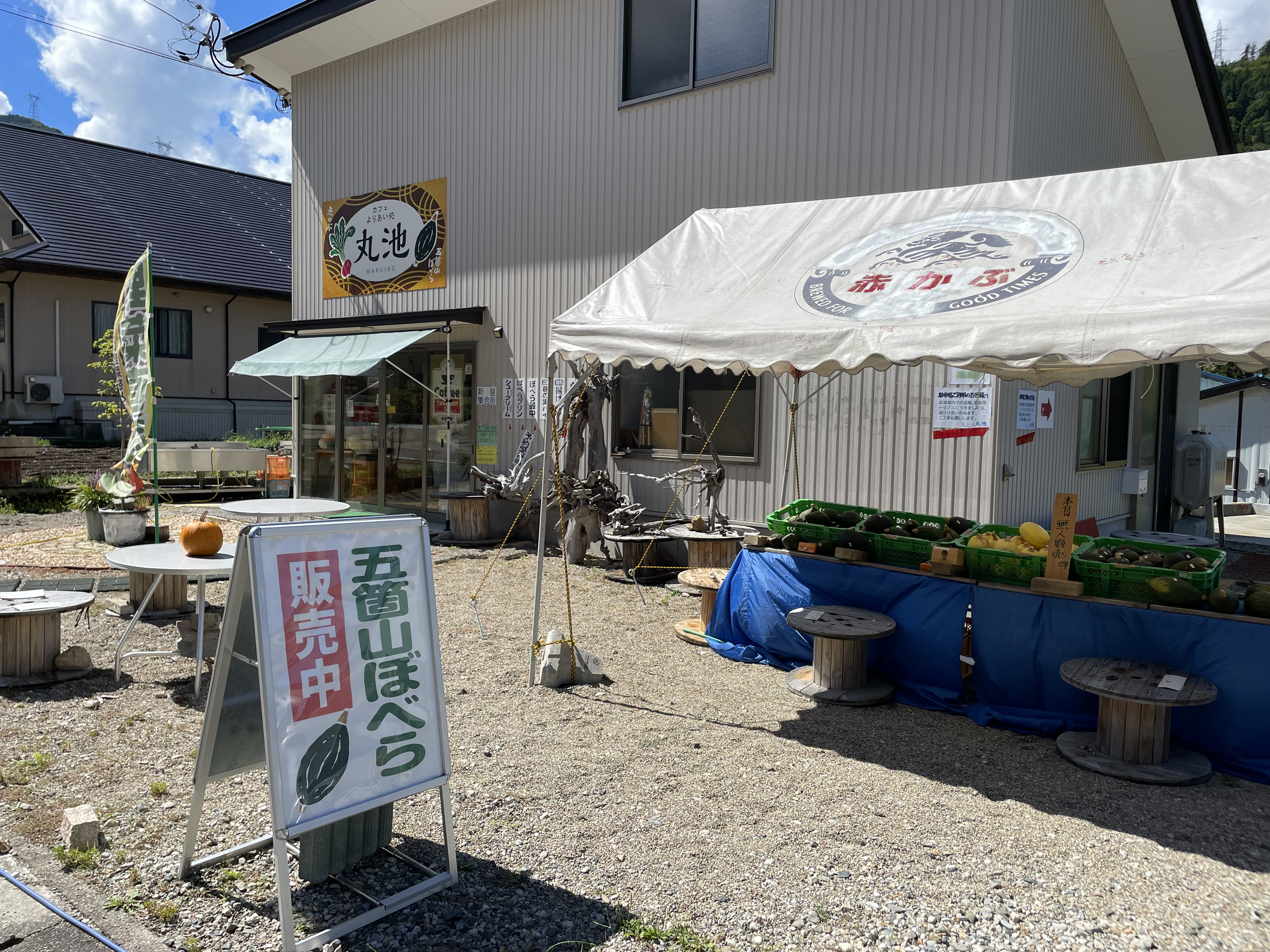
五箇山ぼべらを販売中のよりあい処丸池。